# Чоп, Дуе
Ду́е Чоп (хорв. Duje Čop; 1 февраля 1990, Винковцы, СФРЮ) — хорватский футболист, нападающий клуба «Риека». Выступал за сборную Хорватии.

## Биография
Чоп стал профессиональным игроком в 2007 году и уже в сезоне 2007/08 вышел на поле в составе «Хайдука». За этот сезон, Чоп сыграл 15 матчей и забил 2 гола, после чего получил предложение из Португалии и уехал играть за «Насьонал». Чоп получил мало игрового времени и провёл на поле всего 174 минуты. Единственный гол Чоп забил 24 января 2009 года в домашней игре против «Спортинга», встреча закончилась (1:1). После неудачного выступления, Чоп вернулся в «Хайдук» и выступал в нём 2 сезона с переменным успехом.
В июле 2011 года, Чоп разрывает контракт с «Хайдуком» и подписывает соглашением с клубом «Сплит» В этой команде, Чоп дебютировал в еврокубке. В отборочном матче Лиги Европы Чоп забивает словенскому «Домжале» в гостевой встрече, а затем ещё один гол — в домашней.
В июне 2012 года, Чоп перебирается в загребское «Динамо». В отборочном цикле Лиги чемпионов сезона 2012/13 Чоп забивает два важных мяча «Марибору». В том сезоне, Чоп провёл 6 матчей в Лиге чемпионов. 18 февраля 2013 года, в матче против «Риеки», Чоп впервые в своей карьере делает хет-трик. В сезоне 2013/14 Дуе Чоп стал лучшим бомбардиром хорватской лиги.
11 января 2015 года, Дуе Чоп оформил переход в итальянский «Кальяри». За неполный сезон 2014/15, Дуе Чоп сыграл 16 матчей и забил 4 мяча.

## Достижения
«Хайдук»
- Обладатель Кубка Хорватии: 2009/10
- Серебряный призёр чемпионата Хорватии: 2010/11

«Динамо» (Загреб)
- Чемпион Хорватии: 2012/13, 2013/14
- Финалист Кубка Хорватии: 2013/14

## Личная жизнь
Отец Дуе Чопа, Давор Чоп, также в прошлом футболист. Он выступал за «Хайдук» на протяжении 6 сезонов в 1970—80-х годах.